# Staka
Staka er et københavnsk-baseret islandsk kor.
Koret er etableret i 2004 og ledes af Tóra Vestergaard.
Deres repertoire har fokus på nyere islandsk musik, men
koret har også sunget blandt andet Arvo Pärts Berliner Messe,
Stefán Arasons Future Requiem
og gamle islandske folkeviser.
Af nyere nordiske komponister har Stake sunget for eksempel Hugi Guðmundsson, Frank Havrøy og Sunleif Rasmussen (Nordika).
Staka består af 15-20 sangere, hovedsagligt islændinge. 
Man finder dog også et par etniske danskere i koret, og korets dirigent er færing.
Staka optræder af og til i storkøbenhavnske kirker.
Ved 10-årsjubilæet udgav de en CD med kompositioner af Stefán Arason.